# Институт Руджера Бошковича
Институт Руджера Бошковича (ИРБ; хорв. Institut Ruđer Bošković) — хорватский научно-исследовательский институт, расположенный в загребском районе Шалата. Основан в 1950 году. Директором института является Томе Античич.

## Описание
Это самый большой хорватский научно-исследовательский институт в области естественных наук и технологии. Он был основан в 1950 году. Изначально имел четыре подразделения: теоретической, молекулярной и ядерной физики, а также электроники. В 1951 году институт получил имя хорватского учёного Руджера Бошковича. Дать ему такое название предложил один и основателей института, физик Иван Супек. К 1971 году в нём работало более 250 сотрудников.
В настоящее время институт является междисциплинарным учреждением. В нём работают около 900 человек, из них 550 учёных и студентов в следующих областях: экспериментальная и теоретическая физика, химия и физика материалов, органическая и физическая химия, биохимия, молекулярная биология и медицина, охрана окружающей среды, морские исследования, компьютерные науки и электроники. Институт находится в Загребе за исключением центра морских исследований, расположенного в городе Ровинь в северной Адриатике. По данным на 2013 год, бюджет института составлял 26,6 млн. евро.
В Хорватии ИРБ — это национальное учреждение, занимающееся проблемами науки, высшего образования и оказанием поддержки академического сообщества, государственных и местных органов власти, а также высокотехнологичной индустрии. В рамках Европейского Союза ИРБ входит в состав Европейского исследовательского пространства. ИРБ сотрудничает со многими научно-исследовательскими институтами и университетами мира.
Примерно 75 % финансирование института осуществляется Правительством Хорватии через Министерство науки, образования и спорта.

## Подразделения
В состав института входят 14 научно-исследовательских подразделений и центров:
- Подразделение теоретической физики
- Подразделение экспериментальной физики
- Подразделение материалов по физике
- Подразделение электроники
- Подразделение физической химии
- Подразделение органической химии и биохимии
- Подразделение химии материалов
- Подразделение молекулярной биологии
- Подразделение молекулярной медицины
- Центр морских исследований
- Подразделение морских и экологических исследований
- Подразделение лазерной и атомно-научные исследования и разработки
- Центр ЯМР
- Центр информатики и вычислений